# Porte Palatine
La porte Palatine est un monument ancien de Turin, en Italie. Une partie de sa structure date de l'époque romaine et le reste de l'époque médiévale. C'est une des quatre portes de la ville romaine, accès nord de la ville d'Augusta Taurinorum, aujourd'hui Turin. Elle est située près du Duomo et du Palais royal.
Dans son aspect actuel, le bâtiment comprend deux tours polygonales, de seize faces chacune, et une porte centrale. Seule cette dernière et la tour droite sont des structures originales romaines, la tour gauche ayant été ajoutée à l'époque médiévale. Les créneaux datent de 1404.
Le nom de Porta Palazzo vient de Porta Palatii, en latin « porte du palais », se référant au palais impérial proche, qui abrita de nombreux personnages historiques, y compris les rois lombards et Charlemagne, et qui fut ensuite le siège des autorités communales.
Au cours du début du XVIIIe siècle lors de la reconstruction urbaine à Turin, la porte n'a été préservée que grâce à l'intervention personnelle de l'architecte Antonio Bertola. Elle a été l'un des monuments les plus vieux à être sauvé de la destruction.
Deux statues en bronze (copies de statues anciennes) ont été placées en face du monument au cours de l'ère fasciste.
En 2006, la Ville de Turin a lancé une requalification en zone archéologique, ce qui rend les tours accessibles au public avec la création d'un parking souterrain pour les voitures du marché à proximité de Porta Palazzo.

## Source de traduction
- (en) Cet article est partiellement ou en totalité issu de l’article de Wikipédia en anglais intitulé « Palatine Towers » (voir la liste des auteurs).